# 黃毒蛾
黃毒蛾（学名：Euproctis sparsa）为毒蛾科黃毒蛾屬下的一个种。